# François-Victor Perrard de Montreuil
François-Victor Perrard de Montreuil (ou Perrard-Montreuil ou encore Perard de Montreuil), est un architecte français néoclassique, né vers 1742, à Paris, mort le 20 avril 1821 à La Frette-sur-Seine.

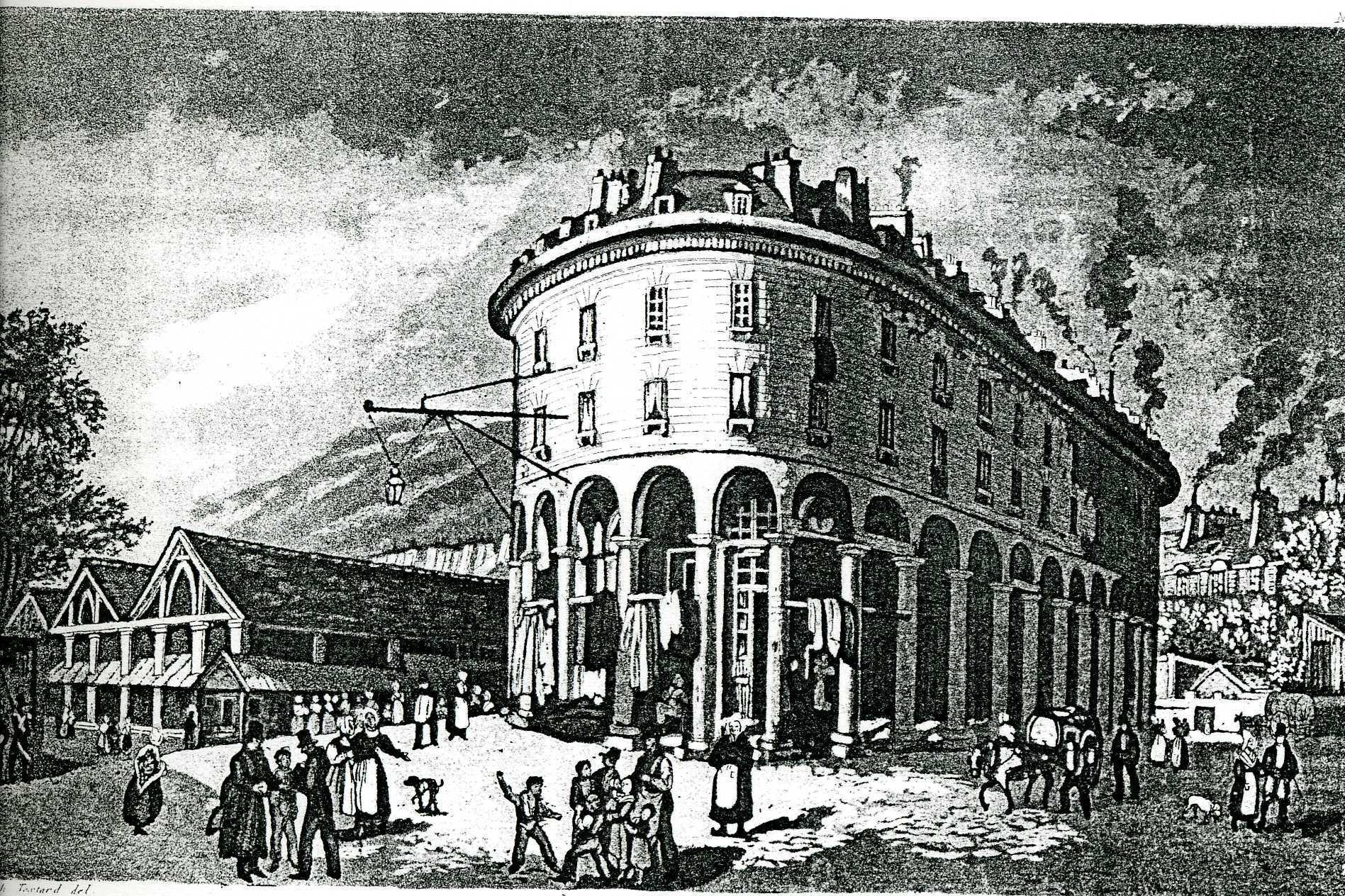
Rotonde du Temple (gravure du XIXe siècle)

## Biographie
François-Victor est le fils de Nicolas Antoine Perrard, entrepreneur de bâtiments (église de Choisy-le-Roi, le grand égout de Paris) et architecte juré auprès des tribunaux, mort en 1780.
C'est un élève de Moreau et de Boullée; il concourt plusieurs fois au grand prix de l’Académie, mais à cette époque une maladie interrompt ses études. 
On lui doit quelques hôtels dans les nouveaux quartiers de Paris. Comme spéculateur, il achète des terrains qu’il construit et revend : notons l’hôtel de Créqui (possédé plus tard par Talleyrand), l’Hôtel Botterel-Quintin ou encore la « Maison du 18 Brumaire ». Ce nom désigne l’hôtel commandé par le vicomte de Ségur pour une danseuse ; après avoir été agrandi, il est loué à Joséphine de Beauharnais, puis vendu à Bonaparte en 1796. C’est ici que le futur empereur prépare son coup d’État au retour d’Égypte.
Architecte du Grand Prieuré de France, François-Victor est chargé des travaux de toutes les commanderies dépendant de l’ordre de Malte. Il participe au lotissement de la couture extérieure du Temple ou Nouvelle Ville d'Angoulême et édifie la Rotonde du Temple, vaste édifice à fonctions commerciales et d’habitations… À ce titre, il jouit d’un logement situé juste devant la Tour du Temple, utilisé comme cabinet d’architecte.
En 1785, il envoie un mémoire sur la construction de la digue de Cherbourg pour dénoncer la non-fiabilité du projet. Il s’est rendu à Londres et deux fois en Italie pour en étudier les monuments.

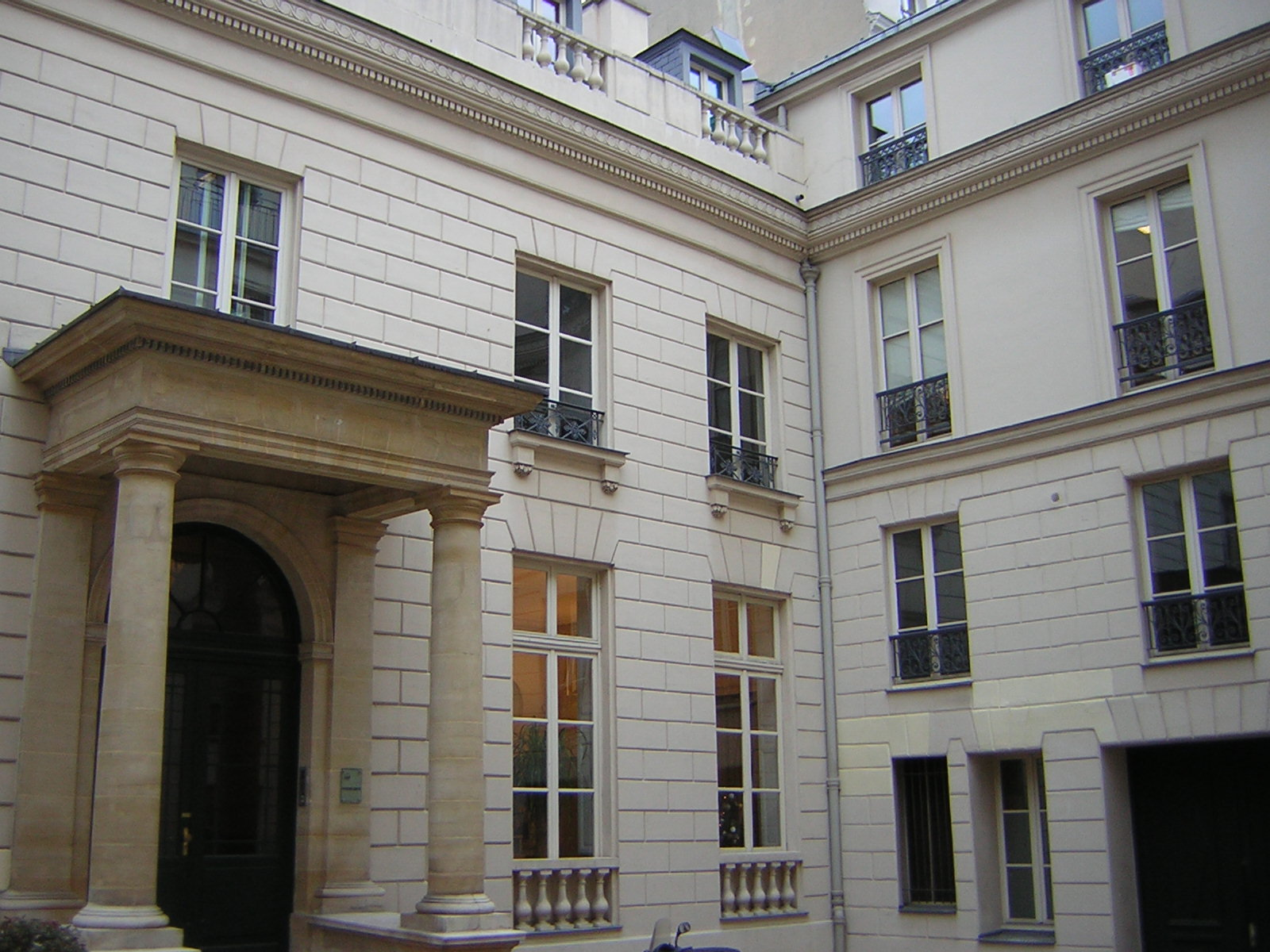
Hôtel néo-classique Botterel-Quintin

Il a aussi occupé des fonctions officielles. Dans l’Almanach royal, il apparaît comme censeur à la rubrique « Architecture ». En 1787, on lui confie la mission, avec deux autres inspecteurs, d’élaguer les projets dispendieux de Ledoux pour l’édification du fameux mur des fermiers généraux mais il est rapidement évincé à cause de deux faillites.
La Révolution achève de le ruiner. Avec la suppression des ordres religieux, il perd son titre d’architecte du Grand Prieuré. En août 1792, l’emprisonnement du roi à la Tour du Temple provoque la démolition de son cabinet de travail pour des raisons de sécurité. Prévenu au dernier moment, il doit évacuer en catastrophe ses collections ses livres, ses modèles d’architecture, dont une partie est saccagée…
Peu avant, il avait adressé à l’Assemblée nationale un mémoire « sur l’urgence de trouver du travail aux ouvriers ». Constatant la désertion des riches Parisiens et le chômage des ouvriers, il suggère « par une invitation publique au nom de l’intérêt général, d’encourager tous les propriétaires de Paris et des environs de se décider à faire faire dans ce moment, et préalablement à tout autre, les ouvrages qu’ils pourraient avoir projetés en  terrasses, jardins, bâtiment,… ». 
Concluant son exposé dans le ton de l’époque, il explique « que si quelques citoyens riches et vertueux en donnaient les premiers l’exemple », ils seraient « cités et connus pour de véritables patriotes ». 
On lui doit très probablement la construction de la maison de campagne d'un financier, connue sous le nom de « Folie de Pantin ».
Avec son ami le sculpteur Lemaître, François-Victor tente – sans succès ? – de mettre en place une affaire d’importation de marbres d’Italie.
En 1810, il sollicite en vain un emploi d’inspecteur des jardins de Bagatelle. On le retrouve en 1818 alors qu'il est inspecteur pour les travaux effectués pour la prison de Loos. Le musée des Beaux-Arts de Lille possède d'ailleurs un beau portrait de sa seconde épouse, décédée dans cette ville en 1852, à l’âge de 101 ans, et mère du peintre Édouard Liénard.
Son acte de décès est à la page 20 du registre de la Frette sur Seine (95), 1820/1834 :

"L'an 1821, le 21 avril à 10 h du matin, Acte de décès de PERRARD MONTREUIL François Victor, agé de 79 ans, profession d'architecte, natif de Paris, y demeurant rue du Faubourg Saint Denis, n°46, taille d'1.65 m, le tout suivant qu'il nous a parce que sur le passeport qui a été trouvé sur le décédé, le signalement et désignations des vêtements, est plus amplement désigné dans le procès-verbal qui a été dressé hier par Monsieur FOULON ..."

## Sources
- Michel Gallet, Les architectes parisiens du XVIIIe siècle, Paris, 1995.
- Archives nationales.
- Fondation Custodia (Lettre manuscrite 2001-A.434).